# Szamosfericse
Szamosfericse falu Romániában, Máramaros megyében.

## Fekvése
Máramaros megyében, Nagykörtvélyestől délnyugatra fekvő település.

## Története
Szamosfericse mindenkor a kővári uradalomhoz tartozó település volt, és annak sorsában osztozott.
A 20. század elején nagyobb birtokosa nem volt.
Az 1900-as évekig a települést Fericse néven nevezték.
A trianoni békeszerződés előtt Szatmár vármegye nagysomkúti járásához tartozott.

## Nevezetességek
- Görögkatolikus temploma – 1896-ban épült.